# Rumeysa Gelgi
Rumeysa Gelgi (nascida 1 Janeiro 1997) é uma desenvolvedora web Turca, mais conhecida por deter o recorde no Guinness World Record por ser a mulher mais alta viva desde 2021. Ela também detém o título de maiores mão (feminino), os dedos mais longos (feminino), as orelhas mais longas (feminino), as costas mais longas (feminino) e detinha previamente o título de adolescente mais alta viva dado pelo Guinness World Records. Ela possui 215.16 cm (7 ft 0.71 in) de altura. e pesa 90 kg (198 lbs).
Gelgi vive na província de Karabüka na Turquia. Sua altura é causada por uma síndrome de Weaver, é uma rara condição o que causa um crescimento rápido junto a outras anormalidades.  Essa síndrome afeta homens três vezes mais do que mulheres. Por causa de sua condição, ela geralmente usa uma cadeira de rodas para se mover, mas ela consegue andar por curtos períodos de tempo com um andador. Devido a sua condição, ela não consegue sentar em assentos menores que 50–55 cm.
Em 28 Setembro de 2022, Gelgi foi capaz de voar em um avião pela primeira vez na vida. A Turkish Airlines teve que colocar uma maca em duas fileiras de cadeiras dentro de um de seus aviões para fazer a viagem de Istanbul, Turkey, para São Francisco, California, U.S., uma realidade. O evento atraiu atenção da mídia e foi exibido no documentário do Guinness World Records com o título de Rumeysa: Walking Tall.